# Ioana (revistă)
Ioana este o revistă pentru femei din România, lansată în anul 1999.
Revista apare odată la două săptămâni și este publicată de Burda România.
Are un format de 80+4 pagini color.
În perioada octombrie 2007 - octombrie 2008, revista avea o circulație de 80.000 copii pe ediție și o audiență de 509.000 cititori pe ediție.
Revista Ioana face parte dintr-o colecție mai largă de reviste publicate de Burda România: Ioana Horoscop, Ioana Locuința mea, Ioana Secretele Bucătăriei, Ioana Visul Copiilor și Ioana Sudoku.